# Esther Issa
Esther Issa (* 9. September 1998) ist eine nigerianische Hochspringerin.

## Sportliche Laufbahn
Erste internationale Erfahrungen sammelte Esther Issa 2018 bei den Afrikameisterschaften im heimischen Asaba, bei denen sie mit übersprungenen 1,70 m den zehnten Platz belegte. Im Jahr darauf nahm sie erstmals an den Afrikaspielen in Rabat teil und erreichte dort mit einer Höhe von 1,78 m Rang vier.
2017 und 2019 wurde Issa nigerianische Meisterin im Hochsprung.

## Persönliche Bestleistungen
- Hochsprung: 1,82 m, 14. Juni 2018 in Lagos